# Posição ortodoxa
Uma posição ortodoxa (ou postura ortodoxa), em esportes de combate como boxe, caratê, kickboxing e artes marciais mistas se refere a um estilo de alguém que luta de modo destro, oposta à luta canhota, na qual é referida como um southpaw. O termo é também usado para se referir a uma posição dos boxeadores nas quais o pé esquerdo fica à frente do direito, sendo possível para um boxeador canhoto lutar com um boxeador ortodoxo. Grosso modo, pode-se fazer correspondência entre a posição ortodoxa do boxe e a postura kamae, do caratê ou do aiquidô.